# Policheta unicolor
Policheta unicolor är en tvåvingeart som först beskrevs av Carl Fredrik Fallén 1820.  Policheta unicolor ingår i släktet Policheta, och familjen parasitflugor. Arten är reproducerande i Sverige.